# Камбрија (Висконсин)
Камбрија (енгл. Cambria) град је у америчкој савезној држави Висконсин.

## Демографија
По попису из 2010. године број становника је 767, што је 25 (-3,2%) становника мање него 2000. године.
| Група             | 2000.       | 2010.       |
| Белци             | 731 (92,3%) | 662 (86,3%) |
| Афроамериканци    | 2 (0,3%)    | 6 (0,8%)    |
| Азијати           | 1 (0,1%)    | 3 (0,4%)    |
| Хиспаноамериканци | 51 (6,4%)   | 93 (12,1%)  |
| Укупно            | 792         | 767         |